# Obito Učiha
Obito Učiha (транслит.), poznat i kao Tobi (トビ) je izmišljeni lik iz manga i anime serije Naruto čiji je tvorac Masaši Kišimoto. Obito je član jednog od najtalentovanijih klanova u Konohi, a to je Učiha klan. Učiha klan je takođe poznat po tome što jedini može da koristi tehniku po imenu Šaringan i vatrene tehnike.

## Priča
Obito poznat kao i Tobi je identičan Narutu, dele jedan isti san, a to je da postanu voljeni. Obito je bio u timu sa Kakašijem i Rin, njihov sensej je bio četvrti Hokage i Narutov otac Minato Namikaze. Obito je jako zaljubljen u Rin
Kada je Rin bila kidnapovana u toku misije od strane nindža Sela skrivenog u kamenju Obito i Kakaši su je spasili, ali Obito kasnije biva ranjen. Znajući da neće preživeti Obito govori Rin da zameni Kakašijevo obično oko njegovim Šaringanom kako bi pobedili nindže Sela skrivenog u kamenju.
Kasnije Obita spašava ostareli Madara Učiha, i postaje njegov učenik.
Mnogo godina kasnije, Obito se pridružuje [Nagatovoj organizaciji nindža plaćenika, takozvanim Akacukijima, u kojoj kasnije i sam postaje vođa nakon Nagatove smrti.
Obitov cilj je da dovede mir u svetu, time što će sakupiti sve repate zveri od jednorepe do devetorepe, i stvoriti desetorepu zver, bacajući čovečanstvo u večni „Cukujomi”.